# Total autorisé de capture
Pour les articles homonymes, voir TAC.
Dans le domaine des pêches maritimes, pour le droit européen et le droit français, un « total autorisé de capture » ou TAC est (sur un stock déterminé d'une espèce halieutique) la « quantité en poids de capture que l'on décide de ne pas dépasser, au vu de l'analyse biologique de l'état actuel du stock, afin d'assurer la pérennité de son exploitation ». Ce quota fixé par l'Organisation des pêches de l'Atlantique nord-ouest est le principal moyen de limiter la surpêche et ses impacts sociaux, économiques et environnementaux.
L'Union européenne établit annuellement des possibilités de pêche (quotas de pêche + effort de pêche admissible, cet effort étant défini par un règlement de 2002 comme « la capacité de pêche (mesurée en fonction de la taille des navires, en tonnage ou en puissance motrice ») multipliée par l'activité (nombre de jours passés en mer) pour les pêcheurs européens et des eaux communautaires.
Il ne faut pas le confondre avec le « total autorisé d'effort de pêche » ou TAE qui est le « contingentement de l'effort de pêche global dans une unité de gestion de la ressource ».
Les modes d'établissement et de surveillance des quotas sont discutés dans le cadre de la réforme de la PCP.
Cette proposition repose sur les avis scientifiques du comité scientifique, technique et économique de la pêche (CSTEP), un groupe de scientifiques indépendants mis en place pour donner à la Commission des conseils sur tous les aspects de la politique de la pêche. Mais la proposition de la Commission intègre également la contribution importante des parties prenantes, notamment des Conseils consultatifs régionaux (CCR), ce qui permet à la Commission de tenir compte de l'expérience des pêcheurs, qui sont le plus directement concernés.

## Mise en place
Les TAC et quotas sont décidés par les États membres au Conseil, sur la base d'une proposition de la Commission européenne.
Ceci se fait sur des bases scientifiques (avec l'aide du CIEM ou Conseil international pour l'exploration de la mer) pour permettre une pêche durable évitant l'épuisement des ressources halieutiques.
Ils sont répartis entre les pays de l'Union européenne sous la forme de quotas nationaux. Lorsqu'un quota applicable à une espèce est épuisé, le pays se voit dans l'obligation de fermer la pêcherie concernée.

## Histoire
Cette mesure de protection est apparue pour apporter une solution aux problèmes de surexploitation de stocks de poissons qui à la fin dû au XIXe siècle menaçait l'activité de pêche dans plusieurs secteurs, des techniques de pêche de plus en plus efficaces aggravant encore ce phénomène.
En 1845, le Juge J. Perrève (ancien procureur du roi qui s'est intéressé à la régulation de la chasse et de la pêche par la législation) écrivait « La loi des Chinois, qui ne permet de tuer une bête que lorsqu'elle est parvenue à la grosseur ordinaire de son espèce, est tout à fait conforme aux intérêts de la reproduction du gibier et au droit naturel. On doit en dire autant de celle qui, en France, défend la pêche avec des filets dont les mailles seraient trop étroites pour laisser échapper les petits poissons ».
Pour faire face à l'épuisement des ressources, les flottes de pêche industrielle se sont tournées vers des poissons moins connus ou appréciés du public, quitte à les transformer avant leur mise sur le marché (surimi), mais même les stocks poissons des grands fonds ont montré des signes d'épuisement.
Prenant conscience du phénomène de surpêche à partir des années 1970, de nombreux pays développés ont mis progressivement en place une réglementation visant à limiter les volumes pêchés (politique de quotas) et améliorer la sélectivité des instruments de pêche en s'appuyant sur des analyses scientifiques de l'état des stocks et du renouvellement des populations de poisson. Les poissons de grands fonds font partie de ceux qui régressent le plus vite. Le 28 octobre 2008 et pour 2 ans, le Conseil de l'Europe a décidé de réduire ses quotas de pêche ou TAC (Total autorisé de capture) pour les grands fonds. Les TAC pour les requins des profondeurs ont été réduites de 50 % et seront nulles en 2010. La pêche du poisson empereur pourrait être interdite en 2010 aussi et les quotas devraient pour le grenadier être réduits de 15 % en 2009 et de 5 % en 2010. Sur certaines zones, un observateur devra être à bord lors de la pêche à la lingue bleue qui fera aussi l'objet d'une réduction de quotas.
Le 26 septembre 2011, la Commission européenne a proposé une révision des TAC,pour 2012 en Atlantique et mer du Nord. Selon cette proposition, 9 stocks halieutiques devraient voir leur TAC augmenter en 2012, tandis que les TAC de 53 autres stocks seraient réduits.
« Les modifications proposées représenteraient une réduction globale des TAC (en poids) de 11 % par rapport à l'année 2011 ».
Cette révision des TAC entre dans le cadre de la stratégie européenne pour la pêche, qui affiche un objectif de réalisation du RMD (Rendement maximal durable) en 2015.

## Types de TACs
On distingue :
- TAC de précaution (precautionary TAC pour les anglo-saxons) : Il s'agit du « Total autorisé de capture établi en l'absence de données suffisantes pour un diagnostic précis de l'état d'un stock, de façon à ne pas hypothéquer l'avenir de l'exploitation de ce stock ou à éviter les déclarations erronées ».
- TAC pluriannuel (multiannual TAC pour les anglo-saxons) : Il s'agit du « total autorisé de capture défini pour une période dépassant l'année civile ».
- TAC plurispécifique (multispecies TAC) : Il s'agit du « Total autorisé de capture global combinant les TAC d'espèces capturables ensemble ».

## Mesures complémentaires
Les TACs sont accompagnés de diverses mesures de d'auto-contrôle et de contrôle (dont parfois observateurs à bord), et de normes de taille minimale de capture (« Taille des individus d'une espèce ou d'un groupe d'espèces, en dessous de laquelle sont interdits le stockage à bord, le transbordement, le transport, le débarquement et la commercialisation »).

## Prospective
Le Livre vert sur la réforme de la politique commune de la pêche (PCP)(22 avril 2009) visait notamment à préparer la gestion de la pêche après 2013. La Commission européenne y reconnaît l'échec de la PCP des années 1990 et 2000 et invite (via une consultation publique) tous les acteurs concernés à présenter leurs analyses et propositions.
Deux tendances semblent émerger concernant les quotas individuels :
1. quotas individuels transférables visant selon la commission à responsabiliser les professionnels, et à la surcapacité de pêche en Europe via la loi du marché. C'est un projet par exemple soutenu par la ministre danoise, Eva Kjer Hansen qui propose aussi d'abandonner les quotas basés sur les volumes débarqués pour des quotas basés sur les captures réelles (ce qui implique des dispositifs de contrôle plus efficaces, mais ce système expérimenté au Danemark depuis 2007 a permis de réduire les rejets et de mieux responsabiliser les pêcheurs, qui ont adapté leurs capacités de pêche à cette nouvelle approche. Mme Kjer Hansen a proposé dans un premier temps d'étendre ce système à toute la Baltique.
2. quotas individualisés et mutualisés, non-transférables par vente(1), que propose Michel Barnier.

Pour gérer son système des quotas, la France souhaite conserver une gestion publique, compatible avec les réformes envisagées (par le Livre vert) de décentralisation, chaque État-membre pouvant choisir le système lui convenant le mieux.